# Malacothamnus marrubioides
Malacothamnus marrubioides là một loài thực vật có hoa trong họ Cẩm quỳ. Loài này được (Durand & Hilg.) Greene mô tả khoa học đầu tiên năm 1906.